# 偏好
偏好是实际潜藏在人们内心的一种情感和倾向，它是非直观的，引起偏好的感性因素多于理性因素。偏好有明显的个体差异，也呈现出群体特征。在微观经济学价值理论中，偏好是价值上相对主观的一个概念，指消费者按照自己的意愿对可供选择的商品组合进行的排列。

## 定義

### 心理學
在心理學中，偏好可以指個人對一組物件表現於作決定的時候的態度。 偏好在心理學最常被定義為個人決定喜歡物件與否的判斷。 偏好可能會隨著時間而轉變，這些轉變可以表現在作選擇的過程之中，可以是無意識的。

### 微观经济学
在微观经济学中，为消费者的购买欲望，反映消费者的主观愿望。其为理想竞争市场的一个限制因素。
- 一方面，消费者要尽量满足自己的愿望和需要
- 另一方面，他又受到购买力的约束。消费者的购买力取决于他的收入水平以及市场的物价水平。

在上述的情况下，消费者的选择则取决于他对各种商品和服务的偏爱喜好，也就是偏好。

### 其他
偏好亦可以指由生物學和遺傳學解釋的無意識選擇。例如，雖然多數人認為性取向並非性偏好，但哲學和科學上性取向是否作為一種偏好仍然值得商榷。